# Спеціальна додаткова програма харчування для жінок, немовлят та дітей (WIC)
Спеціальна додаткова програма харчування для жінок, немовлят та дітей (англ. The Special Supplemental Nutrition Program for Women, Infants and Children (WIC)) — програма федеральної допомоги у США, що перебуває у віданні федерального агентства Служба Продовольства і харчування (FNS) Міністерства сільського господарства США. Служба Продовольства і харчування (FNS) відповідальна за управління з внутрішніх програм країни з допомоги у харчуванні.
Програма спрямована на охорону здоров'я і харчування малозабезпеченим вагітним жінкам, годуючим жінкам, немовлятам і дітям віком до п'яти років сімейний дохід яких є нижчим 185% відповідно до Керівництва США з бідності по доходах. Ця програма не має відношення до програми продовольчих талонів Департаменту агрокультури США. В даний час, WIC обслуговує 53 відсотки усіх дітей, народжених у США.
Дохід сім'ї повинен бути не менше ніж 185% від поточного федерального рівня бідності. Це становить близько $ 45000 для медіанного доходу сім'ї з чотирьох чоловік.
Станом на 1995 рік вартість програми в рік становила 3500 млн доларів, а кількість забезпечених становила 7 млн чол.
У 2010 році показник бідності для сім'ї з 4 чоловік, які не мають дітей у віці до 18 років становив $ 22541, у той час як показник для сім'ї з 4 чоловік і 2 дітей до 18 років становив $ 22162. Для порівняння, в 2011 році Департамент охорони здоров'я та соціальних служб США (HHS) вважав показником орієнтир для визначення бідності для сім'ї з 4 чоловік — $ 22350.